# Мавромихалис, Кирьякулис (политик)
Кирьякулис Мавромихалис (греч. Κυριακούλης Μαυρομιχάλης; 1849 или 1850, Афины, Королевство Греция — 20 января 1916, там же) — греческий государственный деятель конца XIX — начала XX веков, премьер-министр Греции (1909—1910).

## Биография
Его отец, Петрос Мавромихалис был сыном героя Греческой революции Кирьякулиса Мавромихалиса, погибшего в 1822 году (в честь него он и был назван), и также последовал военной карьере, однако в 1847 году был избран депутатом парламента от Итило, Мани). Учился политическим наукам в Афинах и Париже.
Впервые был избран депутатом парламента на родине предков в Итило в 1879 году от партии Александра Кумундуроса. Позже примкнул к Националистической партии Теодора Дилиянниса, занимал посты в правительстве страны:
- 1895—1897, 1902—1903 и 1905 гг. — министр внутренних дел,
- 1904—1905 гг. — военный министр,
- 1909—1910 гг. — министр иностранных дел.

Также занимал пост министра юстиции:294. После смерти Дилиянниса (1905) возглавил Националистическую партию.
После офицерского движения 1909 года королевская семья «пережившая нескольку часов страха», по выражению историка Т. Герозисиса, «вытащила из нафталина политика Мавромихалиса» и поручила ему сформировать новое правительство:285.
Современный английский историк Дуглас Дакин пишет, что королевский двор предложил сформировать правительство Мавромихалису, возглавлявшему партию меньшинства в 25 депутатов, но который был связан с офицерским «Военным советом». Мавромихалис удовлетворил всем требованиям офицеров:273.
Чтобы удовлетворить давлению армии, в сентябре 1909 года правительство Мавромихалиса отправило в длительный отпуск наследного принца Константина и принца Николая, а принцы Андрей, Христофор и Георгий были отправлены в Германию на военную «учёбу»:299.
В начале октября он представил в парламенте законопроект о реформах в армии. Законопроект встретил сопротивление со стороны монархистов и был принят только после угрозы со стороны «Военной лиги» об установлении военной диктатуры:274.
В результате постоянного вмешательства «Военной лиги» в дела правительства и трений с Мавромихалисом, в начале 1910 года «Военный совет» потребовал отставки Мавромихалиса:275.
Вскоре на политическую арену Греции вступил, приглашённый офицерами с, номинально османского, Крита, революционер и политик Элефтериос Венизелос:275.
В последующие годы бывший премьер-министр оставался вне центров политических решений и событий.
После смерти был похоронен с почестями генерал-лейтенанта армии.
Его сын, Петрос Мавромихалис (1887—1969), занимал министерские позиции в нескольких греческих правительствах).